# Partido Comunista Sirio

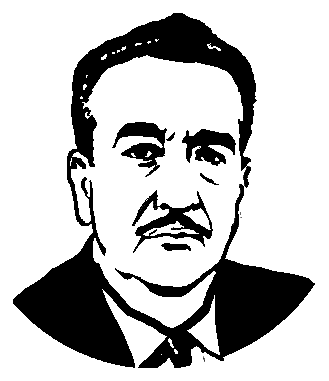
Khalid Bakdash (1912-1995). Secretario General del Partido Comunista Sirio entre 1944 y 1986. Además, fue el máximo dirigente del Partido Comunista de Siria y Líbano entre 1936 y 1944, y del Partido Comunista Sirio (Bakdash) entre 1986 y 1995.

El Partido Comunista Sirio (en árabe لحزب الشيوعي السوري Al-Hizb Al-Shuyū'ī Al-Sūrīy) fue un partido político marxista de Siria, fundado en 1944 a partir de la rama siria del Partido Comunista Sirio-Libanés. En 1986 se dividió en dos nuevos grupos, el Partido Comunista Sirio (Unificado) y el Partido Comunista Sirio liderado por Khalid Bakdash, los cuales se reclaman herederos del PCS. Desde 1972 hasta su disolución fue miembro del Frente Nacional Progresista junto al Partido Árabe Socialista Baaz.

## Historia
El Partido Comunista Sirio-Libanés fue fundado en 1924 tras la fusión de dos organizaciones comunistas que operaban en el Mandato francés del Líbano y Siria, el Partido Popular Libanés (nombre legal del Partido Comunista Libanés) y la Liga Spartaco (armenia), siendo el primer partido comunista del mundo árabe y el segundo del Levante tras el Partido Comunista de Palestina (judío).
En 1936 el damasceno Khalid Bakdash se convirtió en Secretario General del Partido Comunista Sirio-Libanés, liderando posteriormente la resistencia siria contra el Gobierno títere de Vichy. Con la liberación de Siria por parte de las tropas aliadas, en 1942, el Partido fue legalizado. Dos años después, tras la independencia formal de Siria y el Líbano, se produjo la separación de los comunistas sirio-libaneses, que pasaron a encuadrarse en el Partido Comunista Sirio y en el Partido Comunista Libanés, respectivamente. Mientras, Khalid Bakdash continuó al frente del Partido Comunista en Siria, defendiendo una línea moderada centrada en el antiimperialismo y la creación de un frente democrático de masas, lo que le alejó del ortodoxo Partido Comunista Iraquí.
En 1954 Bakdash se convirtió en el primer diputado comunista en entrar en un parlamento árabe. En ese momento criticó al presidente egipcio Nasser por haber perseguido a los comunistas en su país. A pesar de ello, aceptó la unificación de Siria y Egipto en 1958. Las críticas al nasserismo propiciaron la represión del comunismo en la recién creada República Árabe Unida (RAU), por lo que Bakdash se exilió en la Unión Soviética hasta 1966. La decisión de apoyar la disolución de la RAU supuso un severo revés para el Partido Comunista Sirio.
El 1970 el baazista Háfez al-Ásad, contrario a una unificación, subió al poder tras dar un golpe de Estado. El nuevo gobernante prometió permitir cierto pluralismo político, creando en 1972 el Frente Nacional Progresista, coalición socialista y panárabe liderada por el Partido Baaz. El Secretario General, Khalid Bakdash, aceptó unirse al Frente popular creado por al-Ásad, aunque una pequeña facción radical liderada por Riyad al-Turk rechazó la decisión y se separó del Partido en 1973, fundando el Partido Comunista Sirio (Buró Político), que actualmente se denomina Partido Democrático Popular Sirio. A pesar de participar en el Frente Nacional, las actividades del Partido Comunista estuvieron restringidas por las autoridades sirias. Se impidió la publicación de sus periódicos Nidhal ash-Shab (Lucha del Pueblo) y an-Nour (La luz), y sus actos fueron seguidos de cerca por los servicios secretos. La persecución contra los comunistas cesó en 1986, como muestra del acercamiento entre al-Ásad y la Unión Soviética.
En 1986 se produjo la escisión definitiva entre los partidarios de Bakdash y los seguidores del diputado Yusuf Faisal. Faisal era partidario de las reformas emprendidas por el líder soviético Mijaíl Gorbachov (la perestroika y la glásnost), mientras que Bakdash se opuso a las medidas reformistas. El divorcio entre ambas tendencias se materializó en la creación del Partido Comunista Sirio, dirigido por Khalid Bakdash, y el Partido Comunista Sirio (Unificado), dirigido por Yusuf Faisal.

## Organizaciones herederas del Partido Comunista Sirio
- 1973 Partido Democrático Popular Sirio: fundado por Riyad al-Turk como Partido Comunista Sirio (Buró Político). De ideología socialdemócrata, en miembro de la Unión Nacional Democrática (oposición ilegal de izquierdas).
- 1986 Partido Comunista Sirio (Bakdash): fundado por Khalid Bakdash. De ideología marxista-leninista, participa en el Frente Nacional Progresista.
- 1986 Partido Comunista Sirio (Unificado): fundado por Yusuf Faisal. De ideología marxista-leninista (social democrático), participa en el Frente Nacional Progresista.
- 2012 Partido de la Voluntad Popular: fundado por Qadri Jamil a partir del Comité Nacional para la Unidad de los Comunistas Sirios (escisión del PCS-B). De ideología trotskista, participa en el Frente Popular para el Cambio y la Liberación (oposición legal).